# وندی کامیام
وندی کامیام (تایلندی: วันดี คำเอี่ยม؛ زادهٔ ۱۸ ژانویه ۱۹۷۸) وزنه‌بردار اهل تایلند بود.
وی در مسابقات کشوری و بین‌المللی در مجموع برندهٔ ۳ مدال نقره، ۳ مدال برنز شده‌است.